# Мала Любов Трохимівна

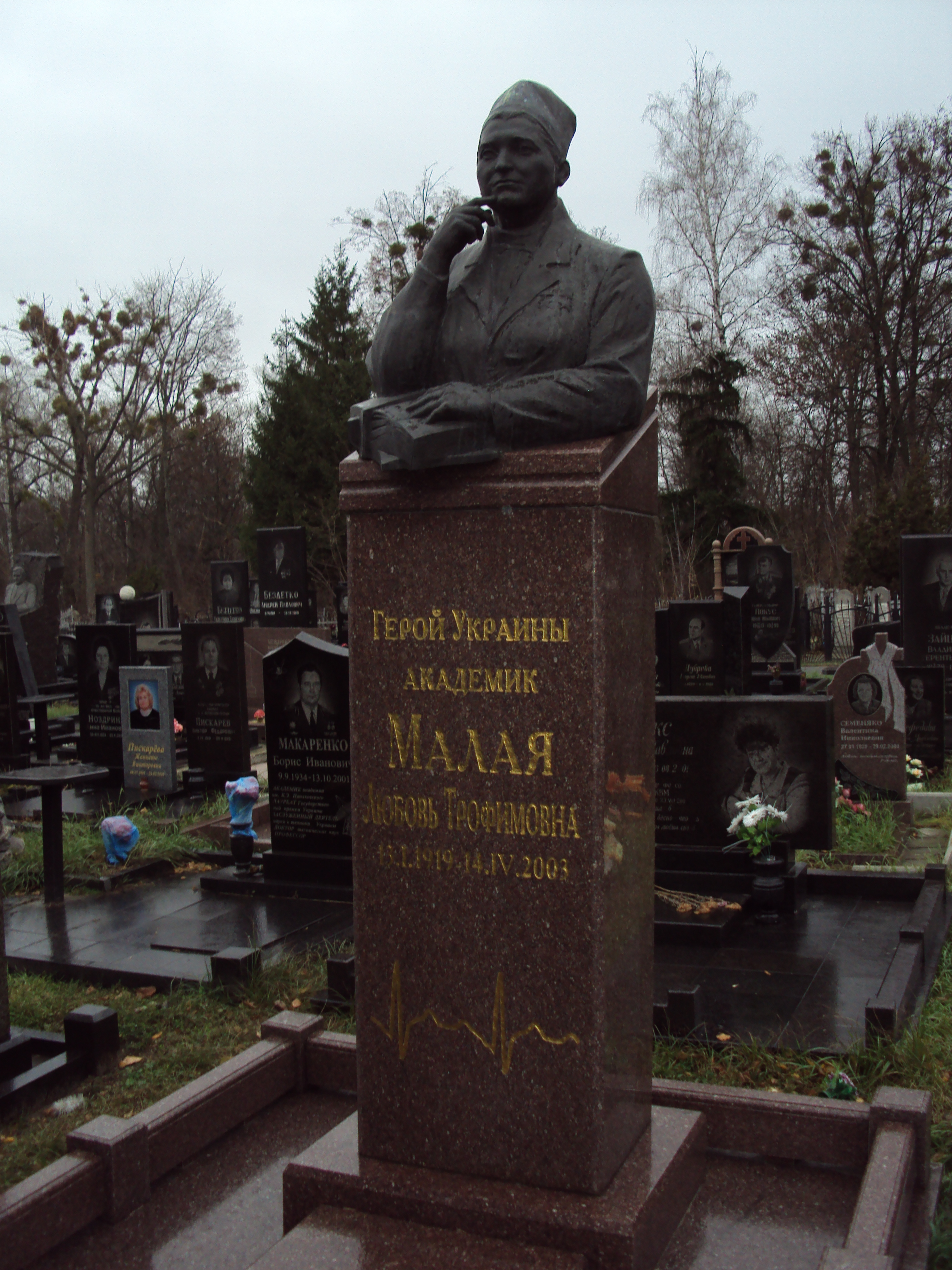
Поховання академіка Малої Любові Трохимівни на 2- му Харківському кладовищі. Світлина DKM med.

Любо́в Трохи́мівна Мала (13 січня 1919, Копані — 14 квітня 2003, Харків) — українська науковиця, лікарка-терапевт. Доктор медичних наук, професор, дійсний член АМН СРСР (1974), Російської АМН (1991), академік НАН України (Відділення молекулярної біології, біохімії, експериментальної і клінічної фізіології, терапія, 11.1992), академік АМНУ (терапія, 03.1993); Інститут терапії АМНУ, директор (з 12.1988); завідувачка кафедри шпитальної терапії і клінічної фармакології Харківського державного медичного університету (з 1955); головна редакторка «Українського терапевтичного журналу».

## Життєпис
Народилася 13 січня 1919 (с. Копані, Оріхівський район, Запорізька область); українка; батько Трохим Євдокимович (1895—1945) і мати Катерина Григорівна (1895—1985) — селяни.
Освіта: Харківський медичний інститут (ХМІ), лікувальний факультет (1933—1938), «Терапія»; кандидатська дисертація «Туберкулінодіагностика в клініці внутрішніх хвороб» (1950)   під керівництвом професора Хмельницького Бори́са Мойсе́йовича; докторська дисертація «Про зміни серцево-судинної системи при туберкульозі» (1954). Учителем і наставником Л.Т. Малої був вихованець київської школи академіка Миколи Дмитровича Стражеска, професор Штейнберг Соломон Якович (1891—1968) — український терапевт з широким діапазоном наукових інтересів. За спогадами Малої, це був талановитий вчений, прекрасний, гуманний лікар, вимогливий вчитель, мудра, справедлива і щира людина. 
1939–1945 рр. — учасниця Другої Світової війни.
08.1938–06.1941 — лікарка, лікарня в с. Петровеньки Іванівського району Луганської області. 06.1941–09.1946 — лікарка фронтових шпиталів, Південний, Закавказький, Північнокавказький фронти. Пройшла шлях від заступника начальника сортувального шпиталю з адміністративно-медичної частини до заступника начальника лікувального відділу Харківського військового округу, якому були підпорядковані 8 областей України. Після демобілізації в 1946 р. вступила до клінічної ординатури на кафедру госпітальної терапії ХМІ, з того часу все її життя було пов’язане з цим закладом . 09.1946–09.49 — клінічна ординаторка, 09.1949–05.1952 — асистентка, 05.1952–05.1954 — докторантка, 05.1954–09.1955 — доцентка кафедри внутрішніх хвороб, з 09.1955 — завідувачка кафедри внутрішніх хвороб, декан лікувального факультету (1956 – 1958) ХМІ . Член президії Наукових товариств терапевтів і кардіологів України і Росії (з 1964), голова Харківського обласного товариства терапевтів (з 1977). Член Міжнародної асоціації інтернистів (1977), Міжнародного товариства кардіоваскулярної фармакотерапії (1993), Міжнародного товариства гіпертензіологів (1996).
Звання «Людина року» (Американський біографічний інститут, 1996). Включена у видання  2000 Outstanding Scientists of the 20th Century   (Кембридж, Міжнародний біографічний центр, 1998).
З 1997 — заступниця генерального директора Міжнародного біографічного центру (Кембридж). 1999 — довірена особа кандидата у Президенти України Леоніда Кучми у територіальному виборчому окрузі. Почесна громадянка міста Харків (1999).
Авторка (співавторка) понад 600 наукових праць, 24 монографій: «Рак легкого» (1965), «Диагностика и лечение болезней сердца и сосудов, обусловленных туберкулезом» (1969), «Ишемическая болезнь сердца у молодых» (1978, співавторка), «Инфаркт миокарда» (1981, співавторка), «Хроническая недостаточность кровообращения» (1994, співавторка), «Сердечные гликозиды» (1996, співавторка) та інші  .
За монографії «Інфаркт міокарда» і «Серцеві глікозиди» Любов Мала прижиттєво удостоєна іменних премій корифеїв вітчизняної медицини — двічі премії ім. М.Д. Стражеска (1983, 1988), нагороджена грамотою ім. С.І. Вавилова (1989), почесною медаллю ім. С.П. Боткіна (1984) і двічі премією ім. П.І. Шатілова (1981, 1983). Наукові розробки Л.Т. Малої захищені 25 охоронними документами, в тому числі 5 авторськими свідоцтвами, 15 патентами України і 5 патентами Росії. 34 анотації доповідей опубліковано в матеріалах Європейських і Міжнародних конгресів.
Володіла англійською мовою. Захоплення: астрофізика, історія стародавнього Риму та Греції.
Померла Любов Мала 14 квітня 2003 року після важкої нетривалої хвороби на 85-му році життя. Похована на алеї Героїв на 2-му кладовищі в м. Харкові, де в 2004 році був встановлений її бронзовий бюст.

## Наукова та педагогічна робота
Досліджувала найбільш актуальні проблеми клінічної кардіології: гіпертонічну хворобу, атеросклероз, ішемічну хворобу серця, інфаркт міокарда, хронічні недостатності кровообігу, стенокардію, серцеву недостатність .
Вчена створила вперше в Україні, в Харкові систему поетапного лікування хворих на інфаркт міокарда , мережу спеціалізованих кардіологічних відділень із блоками інтенсивної терапії, відділеннями реабілітації та санаторно-курортної реабілітації. У 1962 р. Любов Трохимівна стала науковим керівником Проблемної кардіологічної лабораторії з вивчення артеріальної гіпертонії, атеросклерозу та ішемічної хвороби серця, на базі якої в 1981 р. була відкрита філія Київського НДІ кардіології ім. академіка М. Д. Стражеска. Директором стала Любов Трохимівна. У 1986 р. на основі філії створено НДІ терапії, який вона очолювала до кінця свого життя .
Учасник усіх з’їздів терапевтів та кардіологів України і СРСР, була головою X з’їзду терапевтів України, президентом Національного конгресу кардіологів України (2000 р.). Вчена 39 разів виступала з доповідями на різних міжнародних конгресах інтерністів та кардіологів. Під її керівництвом виконано 38 докторських та 187 кандидатських дисертацій .

## Нагороди

### СРСР
- Героїня Соціалістичної Праці (1979).
- Член-кореспондент АМН СРСР (1967), академік АМН СРСР (1974; тепер — РАМН).
- Лауреатка Державної премії СРСР (1980), премії ім. С. І. Вавілова (1989).
- Ордени Леніна (1979), Трудового Червоного Прапора (1960), Вітчизняної війни II ступіню (1985). 14 медалей.

### Україна
- Відзнака Президента України «Герой України» з врученням ордена Держави (12 січня 1999) — за визначні особисті заслуги перед Україною у розвитку медичної науки, фундаментальні дослідження в галузі кардіології[6]
- Орден князя Ярослава Мудрого V ст. (19 серпня 1998) — за визначні особисті заслуги перед Українською державою в розвитку медичної науки, плідну науково-педагогічну і громадську діяльність та з нагоди та з нагоди 7-ї річниці незалежності України[7]
- Орден Богдана Хмельницького III ст. (7 травня 1995) — на вшанування героїчних подвигів у боротьбі з фашистськими загарбниками та з нагоди 50-ї річниці Перемоги у Великій Вітчизняній війні 1941—1945 рр.[8]
- Державна премія України в галузі науки і техніки 2003 року (посмертно) — за цикл наукових праць «Дослідження фундаментальних механізмів дії оксиду азоту на серцево-судинну систему як основи патогенетичного лікування її захворювань»[9]
- Заслужена діячка науки України (1968).
- Лауреатка премії ім. М.Стражеска НАН України (1983, 1997).

## Вшанування пам'яті
- Рішенням Харківської міської ради від 20 листопада 2015 року ім'ям Любові Малої названо проспект у Жовтневому, нині Новобаварському, районі міста Харкова (колишній проспект Постишева).
- Ім'я Л. Т. Малої у Харкові носять ДУ"Національний інститут терапії імені Л. Т. Малої НАМН України" (розпорядження Кабінету Міністрів України № 213-р від 9.04.2004 року) та кафедра внутрішньої медицини № 2, клінічної імунології та алергології Харківського національного медичного університету (ХНМУ).
- З квітня 2004 року стало традиційним проведення Щорічних терапевтичних читань памя'ті академіка Л. Т. Малої.
- 13 січня 2019 року виповнилося 100 років від дня народження академіка Малої Любові Трохимівни. 6 березня 2019 року була відкрита меморіальна дошка на будинку, в якому Любов Трохимівна мешкала.
- До 100 річчя з дня народження Л. Т. Малої відбулися Ювілейний День терапевта, Вечір пам'яті академіка у музеї відомих харків'ян імені К. І. Шульженко (24.01.2019); виступи на радіомовленні (UA- Українське радіомовлення, Харків, 22.01.2019), телебаченні (канал UA-  Харків, 12.01.2019); висвітлення діяльності Л. Т. Малої у фахових журналах, таких як  «Журнал Національної академії медичних наук України», «Український терапевтичний журнал», «Сучасна гастроентерологія», «Здоров'я України», українських і харківських газетах «День», «Слобідський край», «Харьковские известия».
- 11-12 квітня 2019 року відбулися Ювілейні Щорічні читання, під час роботи конференції всі присутні змогли побачити пам'ятник Академіку роботи харківського митця Катіба Мамедова, встановлений перед Зимовим Садом у ДУ «Національний інститут терапії Л. Т. Малої НАМН України».
- Вийшла з друку пам'ятна книга про Любов Трохимівну Малу «Л. Т. Малая та її спадщина»  із спогадами учнів та сучасників та монографія до ювілейної дати установи, яка була створена Академіком.
- У травні 2023 року колишня вулиця Станюковича у Дніпровському районі Києва отримала нову назву на честь Любові Малої.[10].

## Публікації
- Инфаркт миокарда [Текст] / Л. Т. Мала, М. А. Власенко, И. Ю. Микляев. — Москва: Медицина, 1981. — 486, [1] с. : рис., табл.
- Терапия. Заболевания сердечно-сосудистой системы [Текст]: рук. для врачей и студентов / Л. Т. Мала, В. Н. Хворостинка. — 2-е изд., испр. и доп. — Х. : Фолио, 2005. — 1135 с. : ил. — ISBN 966-03-2321-2
- Терапия. Заболевания органов дыхания; Заболевания органов пищеварения; Заболевания почек; Иммунология. Аллергические заболевания; Системные заболевания соединительной ткани; Заболевания системы крови [Текст]: рук. для врачей-интернов и студентов / Л. Т. Мала, В. Н. Хворостинка. — 2-е изд., испр. и доп. — Х. : Фолио, 2005. — 879 с. : ил. — ISBN 966-03-2322-0
- Эндотелиальная дисфункция при патологии сердечно- сосудистой системы [Текст] / Л. Т. Мала [и др]. — Х. : Торсинг, 2000. — 432 с.: ил. — ISBN 966-7661-33-4
- Метаболический синдром X [Текст]: монография / В. И. Целуйко, В. А. Чернышов, Л. Т. Мала. — Х. : Гриф, 2002. — 247 с. — ISBN 966-7165-49-3
- Патология сердечно-сосудистой системы при вегетативно-эндокринных заболеваниях / Любовь Трофимовна Мала; М. Н. Тумановский, В. М. Провоторов. — Воронеж: Изд-во Воронеж. ун-та, 1978. — 140 с.
- Хроническая недостаточность кровообращения [Текст] / Л. Т. Мала [и др.]. — К. : Здоров'я, 1994. — 623 с. — ISBN 5-511-00817-2
- Сердечные гликозиды [Текст] / Л. Т. Мала [и др.]. — Х. : Основа, 1996. — 462 с. — ISBN 5-7768-0340-3
- Современные проблемы клиники внутренних болезней [Текст]: сб. науч. тр. / Харьковский гос. медицинский ун-т ; отв. ред. Л. Т. Мала [и др.]. — Х. : РИП «Оригинал», 1997. — 309 с. — ISBN 966-7102-22-X
- Новые горизонты клиники внутренних болезней [Текст]: сб. науч. тр. / Харьковский гос. медицинский ун-т ; отв. ред. Л. Т. Мала. — Х. : [б.и.], 1998. — 215 с. — ISBN 966-7238-01-6. К 80-летию со дня рождения и к 60-летию науч.- пед., лечебной и обществ. деят. акад. Л. Т. Малой
- Неотложная помощь в кардиологии [Текст] / Л. Т. Мала [и др.]. — К. : Здоров'я, 1999. — 319 с. — ISBN 5-311-01057-6
- Фармакотерапия [Текст]: учебник для студ. высших фармац. учреждений образования и фармац. фак. высших мед. учреждений образования III—IV уровней аккредитации: В 2 т. / ред. Б. А. Самура ; Национальная фармацевтическая академия Украины. — Х. : Прапор, 2000. — ISBN 5-7766-0781-7. — ISBN 966-615-047-6.
- Достижения и перспективы развития терапии в канун XXI века [Текст]: сб. науч. тр. / Харьковский гос. медицинский ун-т, АМН Украины, НИИ терапии ; отв.ред. Л. Т. Мала. — Х. : [б.и.], 2000. — 590 с. — ISBN 966-7427-65-X
- Новые горизонты в развитии терапии [Текст]: сборник научных трудов / Харьковский гос. медицинский ун-т, Институт терапии АМН Украины ; отв. ред. редкол. Л. Т. Мала [и др.]. — Х. : Торсинг, 2002. — 317 с. — Библиогр. в конце статей. — ISBN 966-670-122-7
- История медицины [Текст] : очерки / Л. Т. Мала [и др.]. - К. : Либідь, 2003. - 413 с. - Библиогр.: с. 384-413. - ISBN 966-06-0277-4
- Фармакотерапия [Текст]: учеб. пособие для студ. вузов / Б. А. Самура [и др.] ; ред. Б. А. Самура ; Национальный фармацевтический ун-т. — Х. : Золотые страницы, 2003. — 271 с.: табл. — Библиогр.: с. 269—270. — ISBN 966-615-162-6. — ISBN 966-8032-94-2 К 200-летию НФаУ.
- Хроническая сердечная недостаточность [Текст]: достижения. Проблемы. Перспективы / Л. Т. Мала, Ю. Г. Горб ; АМН Украины. — Х. : Торсинг, 2002. — 767 с.: рис., табл. — Библиогр.: в конце глав. — ISBN 966-670-128-6
- Терапия. Руководство для студентов и врачей-интернов [Текст] : учебное пособие для студ. и врачей-интернов высших мед. учеб. заведений III-IV уровней аккредитации / Л. Т. Мала [и др.]. - Х. : Факт, 2001. - 1032 с.: рис. - ISBN 966-637-003-4
- Микроциркуляция в кардиологии [Текст]: монография / Л. Т. Мала. — Харьков: Вища школа, 1977. — 231 с. : ил. — Библиогр.: с. 229. — Б. ц. РУБ 616.12 + 616.13/14 + 612.11